# Wasserbehälter (Hochborn)

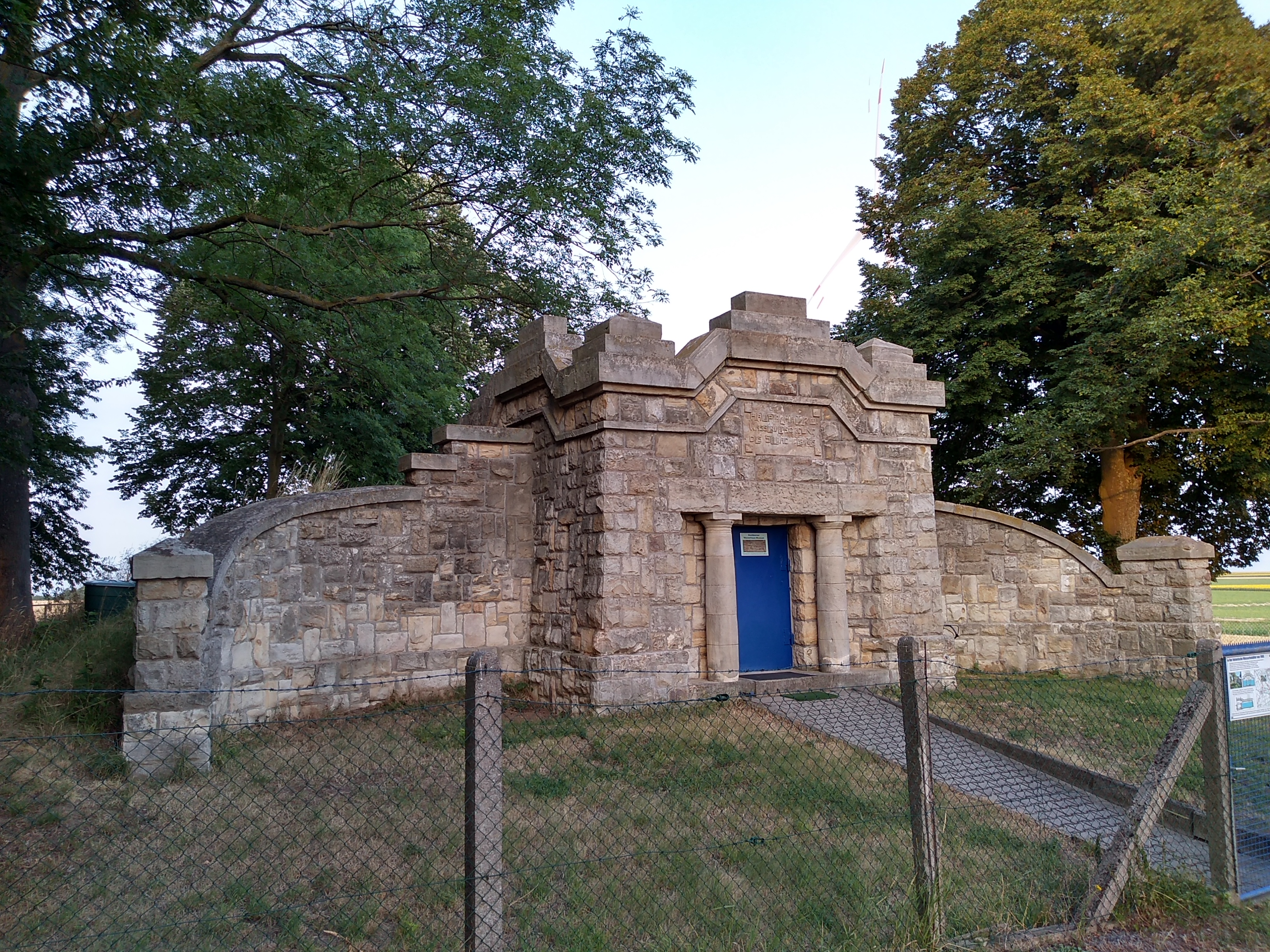
Wasserbehälter in Hochborn

Der Wasserbehälter in Hochborn, einer Ortsgemeinde im Landkreis Alzey-Worms in Rheinland-Pfalz, wurde um 1905 errichtet. Der Wasserbehälter nördlich des Ortes in der Flur Am Odernheimer Weg ist ein geschütztes Kulturdenkmal.
Der Bau in neoklassizistischen Formen aus Sandstein-Bossenquadern hat ein wuchtiges Säulenportal und Flankenmauern. Über dem Portal ist die Inschrift „HAUPTBEHÄLTER III WASSERVERSORGUNG DES SEEBACHGEBIETES“ zu sehen.